# Халленбартер, Симон
Симон Халленбартер (фр. Simon Hallenbarter; 5 марта 1979, Обергештельн — 3 октября 2022, Зильберталь, Форарльберг) — швейцарский биатлонист. Начинал карьеру в лыжных гонках, принимал участие в кубке мира по этому виду спорта, стал бронзовым призёром чемпионата Швейцарии в гонке на 30 км классикой (2001). Участник пяти чемпионатов мира и Олимпийских игр в Турине. Член национальной команды с 2002 года. Попадал в топ-10 на этапах кубка мира, но до подиума Симону добраться за свою карьеру так и не удалось. Завершил карьеру 20 марта 2014 года в спринтерской гонке в Хольменколлене, заняв 93 место.
После завершения карьеры продолжил дело семьи, занимался сантехническими работами. В октябре 2022 года покончил жизнь самоубийством.

## Кубок мира
- 2004—2005 — 72-е место (20 очков)
- 2005—2006 — 56-е место (48 очков)
- 2006—2007 — 51-е место (46 очков)
- 2007—2008 — 25-е место (236 очков)
- 2008—2009 — 36-е место (222 очка)
- 2009—2010 — 49-е место (117 очков)
- 2010—2011 — 46-е место (172 очка)
- 2011—2012 — 32-е место (263 очка)
- 2012—2013 — 68-е место (47 очков)